# 林亘
林 亘（はやし わたる、1886年〈明治19年〉- 1950年〈昭和25年〉）は、日本のクラリネット奏者、陸軍軍楽隊長。

## 略歴
高知県香美郡猪野々村（現・香美市）に生まれた。高等小学校3年の時、軍楽隊の試験に合格し、第四師団に配属された。英国に留学したのちに同師団の軍楽隊長に就任。
軍楽隊廃止後は大阪市音楽団の音楽長兼隊長として指揮をした。1950年（昭和25年）没。

## 参考資料
- 『高知県人名事典 新版』高知新聞社、1999年。